# Willibrordis Bonefeld
Maria Willibrordis Bonefeld (* 1907 in Paderborn als Therese Bonefeld; † August 2002 in Lima) war deutsche Generaloberin und Ordensgründerin.

## Leben, Leistungen und Werk
Therese Bonefeld legte am 15. August 1933 ihre Profess bei den Missionsschwestern vom Heiligsten Herzen Jesu von Hiltrup ab und nahm den Ordensnamen Maria Willibrordis an. 1938 wurde sie nach Peru gesandt.
1961 gründete sie mit Friedrich Kaiser die Missionarinnen vom lehrenden und sühnenden Heiland und war bis 1986 deren erste Generaloberin. Ihre Beisetzung fand im Oktober 2003 im Mutterhaus der Gemeinschaft in Caravelí in Peru statt.

## Auszeichnungen
- Großes Bundesverdienstkreuz 1998